# قله ماسکارین
قله ماسکارین (به لاتین: Mascarin Peak) یک کوه و آتشفشان در آفریقای جنوبی است که در کیپ غربی واقع شده‌است. قله ماسکارین ۱٬۲۳۰ متر بالاتر از سطح دریا واقع شده‌است.